# Титовский Починок
Титовский Починок — деревня в Красноборском районе Архангельской области. Входит в состав Телеговского сельского поселения.

## География
Находится в юго-восточной части Архангельской области на расстоянии приблизительно 14 км на восток-юго-восток по прямой от административного центра района Красноборск на левобережье реки Северная Двина.

## История
В 1859 году здесь (деревня Великоустюжского уезда Вологодской губернии) было учтено 4 двора.

## Население
Численность населения: 37 человек (1859 год), 47 (русские 94 %) в 2002 году, 36 в 2010.